# Спайфолл
«Спайфолл» (англ. Spyfall — «Крах шпионов») — двухэпизодная премьерная серия двенадцатого сезона британского научно-фантастического телесериала «Доктор Кто». Премьера первой части на канале BBC One состоялась 1 января, второй части — 5 января 2020 года. Автором сценария выступил шоураннер Крис Чибнелл, режиссёром первой части стал Джейми Магнус Стоун, режиссёром второй части — Ли Хейвен Джонс.
В этой серии Тринадцатый Доктор (Джоди Уиттакер) вместе со своими спутниками Грэмом О’Брайеном (Брэдли Уолш), Райаном Синклером (Тосин Коул) и Ясмин Хан (Мандип Гилл) были вызваны в MI-6, чтобы расследовать загадочные смерти шпионов по всему земному шару, которые приведут их к инопланетному заговору против человечества и встрече с главным врагом Доктора…
Часть первая была посвящена бывшему писателю «Доктора Кто» Терренсу Диксу, который умер в августе 2019 года.

## Сюжет

### Часть первая
По всему миру в начале XXI века происходят загадочные смерти агентов разведки. Ми-6, во главе с их руководителем «C», вызывает к себе «команду ТАРДИС»: Райана Синклера, Грэма О’Брайена, Ясмин Хан и Доктора, чтобы они могли пролить свет на эти смерти, начав расследование. От «C» Доктор и её друзья узнают о том, что неведомая сила убивает шпионов, полностью переписывая их ДНК… На глазах путешественников некто убивает нескольких агентов, в том числе «C», и главные герои спешно ретируются; единственной зацепкой остаётся некий Дэниел Бартон — генеральный директор медиа-компании VOR, а также занятый этим делом агент «О»…
«Команда» разделяется: Доктор и Грэм путешествуют в Австралию, где встречаются с уединённо живущим «О», а в то же время Ясмин и Райан под видом журналистов встречаются с Дэниелом Бартоном. О последнем удаётся выяснить, что его ДНК человеческая лишь на 93 % и он связан с некими светящимися существами, способными телепортироваться и, вероятно, виновными в смертях шпионов… С теми же люминесцентными инопланетянами встречаются и Доктор, Грэм и «О», узнавая, что их цель — захват мира. На некоторое время существа похищают Яз в своё непонятное измерение, однако очень скоро её удаётся вернуть…
Соединившись, «команда ТАРДИС» и «О» вместе занимаются Бартоном, путешествуя сначала на встречу с ним по случаю его дня рождения, а затем преследуя его до самолёта, на котором тот неожиданно улетает от них, и успевают запрыгнуть на борт… Там же, на борту из-за случайности выясняется, что агент «О» вовсе не тот, кем казался, а Мастер — беглый Повелитель времени и космический преступник, давний друг и враг Доктора.
Бартон исчезает из кабины самолёта, Мастер устраивает взрыв на борту, даёт люминесцентным инопланетянам забрать Доктора в своё измерение и телепортируется сам.

### Часть вторая
В измерении инопланетян Доктор неожиданно встречает английского математика Аду Лавлейс и хватает её за руку в тот момент, когда только инопланетянин телепортирует её обратно в её мир в её время — на Землю, в 1834 год на выставку изобретений. Как только Мастер в своей ТАРДИС узнаёт о том, что Доктор смогла вернуться, он лично отправляется, чтобы расправиться с ней, тогда как находящийся с ним в сговоре Дэниел Бартон должен позаботиться об устранении спутников Доктора…
В 1834 году Мастер утверждает Доктору, что он знает всё об инопланетянах, с которыми вступил в сговор, но Доктор догадывается, что он врёт. Убежав от Мастера, Доктор и Ада приходят в резиденцию энциклопедиста, изобретателя Чарльза Бэббиджа, где обе обнаруживают странную статуэтку женщины. Доктор понимает, что статуэтка является инопланетной технологией и непременно связана с угрожающими инопланетянами. Доктор использует её как телепорт, чтобы переместиться в начало XXI века, где и оставила друзей, но вместе с ней случайно телепортируется и Ада Лавлейс… Из-за Ады статуэтка перемещает обеих вовсе не в XXI век, а в 1943 год, в оккупированный нацистами Париж. В нём они встречают Нур Инаят Хан — героиню французского сопротивления, которая укрывает их от нацистов, среди которых оказывается и Мастер, преследующий Доктора. Чуть позже Доктор решает встретиться со своим старым другом на вершине Эйфелевой башни. На встрече Мастер в спокойной беседе говорит, что вступил в сговор с инопланетянами (которых называют касаавин) для того, чтобы привлечь внимание Доктора. Кроме того, он сообщает, что недавно посетил Галлифрей, их родную планету, обнаружив её полностью разрушенной… Не без помощи Нур Инаят Хан Доктору удаётся снять фильтр восприятия с Мастера, из-за чего нацисты хватают его, а тем временем сама Доктор вместе с Нур и Адой успевает сбежать в ТАРДИС Мастера.
В XXI веке спутникам Доктора удаётся спастись с падающего самолёта, но их преследует Бартон. Из-за действий Бартона спутников Доктора, Грэма, Райана и Ясмин, объявляют в розыск как опасных преступников, и они бегут за пределы города, угнав одну из машин, принадлежащих Бартону. Им удаётся достичь склада, где Бартон держит статуэтку, являющуюся сложной инопланетной технологией. Именно с помощью неё Бартон собирается изменить ДНК всего человечества, воспользовавшись для этого средствами связи, различными коммуникаторами, имеющимися у каждого человека, — об этом плане он объявляет за 3 минуты до начала его осуществления на своей конференции. Оставшиеся тела людей он планирует использовать как вместилища для расы касаавин. На склад к Райану, Грэму и Яз прибывает раздражённый Мастер (который вынужден был прожить на Земле 77 лет после того, как был схвачен нацистами в 1943 году), заявляя, что собирается с радостью наблюдать конец человечества. Однако, плану касаавин не суждено сбыться, так как Доктор ещё из ТАРДИС Мастера сумела изменить действие статуэтки, поразив устройство вирусом. План Бартона и Мастера срывается, и Бартон срочно бежит с конференции… Доктор разоблачает перед касаавин предательство Мастера, думавшего воспользоваться ими для своих целей, за что инопланетяне похищают его в своё измерение, и сами исчезают.
Доктор успешно возвращает Аду и Нур в их время. Окончив приключение, она совершает одиночное путешествие на Галлифрей, наблюдая на месте столицы своей планеты лишь дымящиеся руины… На планете она находит сообщение от Мастера, в котором тот признаётся, что причиной разорения был именно он сам, узнав, что всё его (и Доктора) понимание истории Повелителей времени оказалось ложью; также Мастер упоминает в своём послании таинственное «Временное Дитя» и основателей Галлифрея… Доктор скрывает своё горестное открытие от спутников. Когда они просят её рассказать о том, кем она является на самом деле, она рассказывает им то, что считает историей своей жизни.

### Связь с другими эпизодами
В данном эпизоде впервые с 2017 года (серия «Падение Доктора») появляется Мастер, на этот раз в новом воплощении, сыгранном Сашей Дхаваном. Из эпизода не ясно, как именно возникло данное воплощение.
Впервые с 2015 года (серия «С дьявольским упорством») появилась родная планета Доктора — Галлифрей, который ранее также считался уничтоженным, но спасённым Доктором в специальном эпизоде «День Доктора» 2013 года.
Также «Спайфолл» является первой двухсерийной историей, обе части которой носят одинаковое название, со времён «Конца времени» 2009—2010 годов.
Существо под именем «Временное Дитя», о котором говорит Мастер, прежде было кратко упомянуто в серии прошлого сезона «Призрачный памятник», в которой Останки насмехались над знаниями Доктора об этом «Дитя».

## Производство
Эпизод написан ведущим сценаристом сериала Крисом Чибнеллом. Первую его часть снял режиссёр Джейми Магнус Стоун, до этого также снявший мини-эпизод «Последний день» 2013 года; вторую часть серии снял Ли Хейвен Джонс. Продюсерами выступили Никки Уилсон и Алекс Мерсер, исполнительными продюсерами были Крис Чибнелл и Мэтт Стривенс.
Часть первая была посвящена бывшему писателю «Доктора Кто» Терренсу Диксу, который умер в августе 2019 года.

## Показ

### Выпуск
Первая часть серии «Крах шпионов» вышла 1 января 2020 года, а вторая — 5 января 2020 года. В кинотеатрах США обе части вышли 5 января 2020 года.

### Рейтинги
В вечер премьеры первую часть серии просмотрели 4,88 миллиона зрителей, что сделало её второй самой просматриваемой программой того вечера. Индекс оценки одобрения аудитории она имела 82. Вторую часть просмотрели 4,60 миллиона зрителей, что сделало её пятой самой просматриваемой программой вечера; вторая часть имела также оценку 82.
Эти два эпизода получили в общей сложности 6,89 и 6,07 миллиона зрителей на всех британских каналах соответственно.

### Критика
Первый эпизод имеет рейтинг одобрения 92 % на Rotten Tomatoes и в среднем 7,58/10 на основе 26 отзывов. Критический консенсус веб-сайта гласит: «свежий костюм, новые лица и некоторые захватывающие шпионские игры — всё это достаточно весело, но заключительные моменты части первой „Крах шпионов“ дают надежду на абсолютно эпический новый сезон „Доктора Кто“».
Дэн Мартин из Guardian раскритиковал второй эпизод за кажущееся отсутствие внутренней логики. Он пишет, что «вторая часть рухнула под тяжестью собственной напыщенности», и описывает ее как «одурманивающую партию».